# Stanisław Tabisz (grafik)

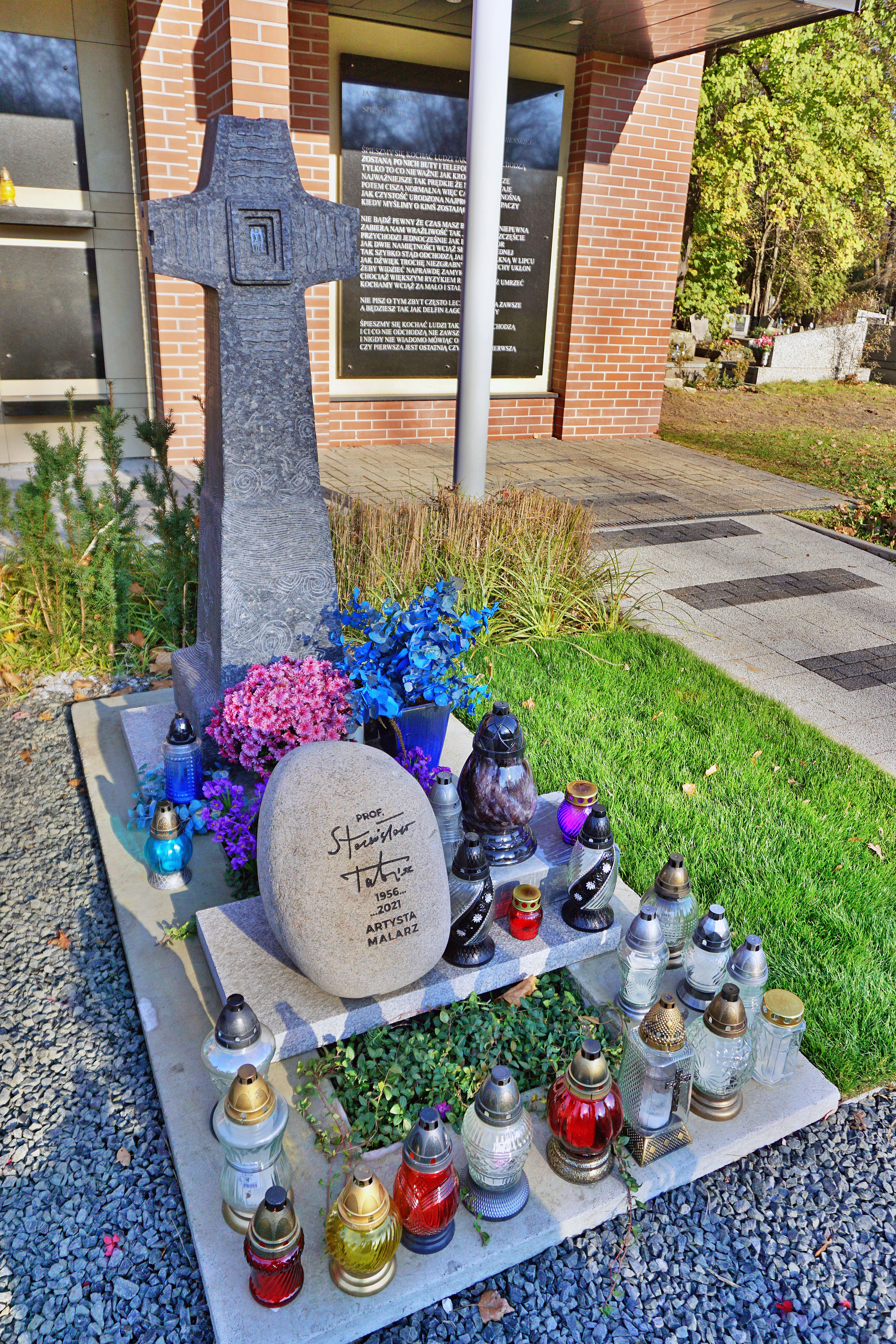
Grób Stnaisława tabisza na Cmentarzu Rakowickim

Stanisław Marek Tabisz (ur. 19 kwietnia 1956 w Domaradzu, zm. 1 grudnia 2021 w Krakowie) – polski malarz, grafik, scenograf, pedagog, działacz związkowy, krytyk sztuki.

## Życiorys
Ukończył studia na Wydziale Malarstwa Akademii Sztuk Pięknych w Krakowie w pracowni Zbigniewa Kowalewskiego, Tadeusza Brzozowskiego, Juliusza Joniaka oraz rysunek w pracowni Zbyluta Grzywacza. Dyplom uzyskał w 1982.
Występował w kabarecie „Piwnica pod Baranami” (1983–1988). Zrealizował scenografię do koncertów Zbigniewa Preisnera, m.in. Moje kolędy na koniec wieku (Teatr Stary w Krakowie 1999, Teatr Narodowy w Warszawie 2001).
Członek Zarządu Głównego ZPAP (1995–1999). Prezes Okręgu Krakowskiego ZPAP (od 2002). Inicjator Nagrody im. Witolda Wojtkiewicza przyznawanej za najlepszą wystawę prezentowaną w Krakowie, przez Okręg Krakowski ZPAP.
Profesor krakowskiej ASP (od 2005), dziekan Wydziału Grafiki oraz rektor uczelni (2012–2020).
W 2020 otrzymał Nagrodę Ministra Kultury i Dziedzictwa Narodowego za osiągnięcia organizacyjne.

## Wystawy indywidualne
- 1985 – Kraków, „Piwnica pod Baranami”
- 1986 – Krosno, Galeria AK
- 1986 – Zielona Góra, Galeria KMPiK
- 1987 – Kraków, Piwnica pod Baranami
- 1987 – Norymberga, Galerie in Zabo (wspólnie z Aldoną Mickiewicz)
- 1987 – Kraków, Galeria KDK „Pałac pod Baranami” (wspólnie ze Stanisławem Jakubasem)
- 1988 – Rzeszów, BWA
- 1988 – Dębica, BWA
- 1988 – Dębica, Miejski Ośrodek Kultury
- 1988 – Kraków, Galeria „Plastyka”
- 1989 – Sandomierz, BWA
- 1990 – Kraków, Galeria „Gil” Politechniki Krakowskiej
- 1990 – Lipsk, Ośrodek Informacji i Kultury Polskiej
- 1990 – Kraków, BWA
- 1990 – Hilden, Galeria „Mexpol” (wspólnie z Małgorzatą Krasucką).
- 1991 – Tarnów, BWA
- 1991 – Kraków, Galeria Związku Polskich Artystów Fotografików
- 1993 – Częstochowa, Galeria „Kameleon”
- 1994 – Kraków, Dominik Rostworowski Gallery
- 1994 – Kraków, Galeria Międzynarodowego Centrum Kultury (wspólnie z Jackiem Taszyckim i Piotrem Wójtowiczem)
- 1994 – Krosno, BWA
- 1994 – Dębica, Galeria Miejskiego Ośrodka Kultury
- 1994 – Hanower, „Friends & Partner Art”
- 1995 – Kraków, Galeria z Rączką (wspólnie z Ewą Mańkowską i Andrzejem Niedobą).
- 1995 – Eltville am Rhein, Galerie in Turm (wspólnie z Małgorzatą Olkuską).
- 1996 – Kraków, Dominik Rostworowski Gallery
- 1997 – Tarnów, Miejska Galeria Sztuki
- 1997 – Nowy Sącz, Mała Galeria
- 1997 – Częstochowa, Miejska Galeria Sztuki
- 1997 – Bydgoszcz, BWA
- 1997 – Gorlice, Galeria „Dwór Karwacjanów”
- 1997 – Lublin, Galeria ZPAP „Pod podłogą”
- 1997 – Bydgoszcz, Galeria „Non fere”
- 1998 – Kraków, Galeria „Szalom” (wspólnie z synem Tomkiem)
- 1999 – Ostrowiec Świętokrzyski, Galeria BWA (prace z lat 1987–1999)
- 1999 – Husum, Galeria TSBW
- 2000 – Kraków, Galeria Osobliwości ESTE
- 2000 – Siemianowice Śląskie, Muzeum Miejskie – Galeria „Po schodach”, „Obrazy wybrane”
- 2001 – Busko-Zdrój, Galeria Zielona, „Prace na papierze”
- 2001 – Olsztyn, Galeria Sztuki Współczesnej BWA
- 2002 – Kielce, Galeria BWA, „Smoki, chimery i inne rysunki...”
- 2002 – Kraków, Café Młynek
- 2002 – Kraków, Galeria hotelu „Logos”
- 2003 – Kraków, Galeria „Arti do tuum”, „Księżniczki”
- 2004 – Kraków, Muzeum Historyczne Miasta Krakowa
- 2005 – Olkusz, BWA
- 2007 – Kraków, Klub „Spotkanie z balladą”
- 2008 – Brzesko, Miejski Ośrodek Kultury
- 2021 – Jasienica Rosielna, Sala widowiskowa[5]